# Абруптивные согласные
Абрупти́вные (абруптивы, эйекти́вные согла́сные) — нелёгочные (непульмональные), в основном взрывные согласные, образующиеся быстрым движением гортани вверх при закрытой голосовой щели, а затем расслаблением ротовой смычки. В то время как у пульмональных взрывных согласных избыточное давление в артикуляционном пространстве возникает при помощи воздуха, выходящего из лёгких, у абруптивных избыточное давление создаётся посредством давления воздуха между закрытой голосовой щелью и ротовой смычкой.
Абруптивы присутствуют примерно в 20 % языков, включая индейские, африканские и кавказские языки, ительменский язык. Обозначаются при помощи апострофа: [kʼ], [pʼ], [tʼ], [t͡sʼ], [t͡ʃʼ],  [sʼ], [ʃʼ] и т. п.
В Юникоде существует специальный символ modifier letter apostrophe (ʼ) (U+02BC), который отличается и от обычного апострофа, и от знака минуты (′).
В 2013 году Калеб Эверетт опубликовал данные о том, что абруптивные согласные встречаются преимущественно в языках, распространённых в горных районах.